# 超級瑪利歐兄弟電影版2
《超級瑪利歐兄弟電影版2》（正式名稱未定）是一部2026年美日合製電腦動畫冒險電影，2023年電影《超級瑪利歐兄弟電影版》的續集，由照明娛樂和任天堂共同製作、環球影業發行。該片改編自任天堂的《瑪利歐》遊戲系列，由亞倫·霍爾維斯和麥可·傑勒尼克共同執導，馬修·福格爾編劇，克里斯·普瑞特聲演。
《超級瑪利歐兄弟電影版2》排定2026年4月3日於美國上映。

## 配音員
- 克里斯·普瑞特聲演瑪利歐

## 製作
2021年5月，任天堂社長古川俊太郎表示，如果《超級瑪利歐兄弟電影版》取得成功，任天堂有興趣製作更多改編自任天堂遊戲的動畫電影。該片的片尾片段暗示了可能將有耀西作為主要角色的續集。傑克·布萊克表示希望佩德羅·帕斯卡在續集為瓦利歐配音 。
2023年4月，隨著電影取得票房上的成功，任天堂表示將會有更多改編自任天堂旗下作品的電影，但仍未直接確認將推出《超級瑪利歐兄弟電影版》的續集。2023年6月，克里斯·普瑞特表示續集消息將「很快」正式宣布，但2023年美國編劇協會大罷工將對續集製作產生影響。2023年11月，環球影業集團董事長唐娜·蘭利在新聞稿上將《超級瑪利歐兄弟電影版》描述為一個電影系列，暗示可能會推出續集。2023年12月，布萊克表示有興趣將續集製作為歌舞片《庫巴的復仇》（Bowser's Revenge）。
2024年3月，在「瑪利歐之日」發布會上，克里斯·梅勒丹德利和宮本茂正式確認正在製作另一部《超級瑪利歐兄弟電影版》電影，亞倫·霍爾維斯和麥可·傑勒尼克將回歸執導，馬修·福格爾（Matthew Fogel）也將回歸編劇。2024年5月，普瑞特表示任天堂還有很多值得探索的電玩遊戲角色，而《超級瑪利歐兄弟電影版》的成功將作為開拓「任天堂電影宇宙」（Nitendo Cinematic Universe）的開始。

## 發行
《超級瑪利歐兄弟電影版2》排定2026年4月3日於美國上映。